# 강호동 (농협인)
강호동은 제25대 농협중앙회 회장이다. 농민신문사와 농협중앙회에서 활동했다.